# ブールジュ
ブールジュ（ブルジュ、Bourges）は、フランスのサントル＝ヴァル・ド・ロワール地域圏のシェール県にある都市。かつてのベリー地方の中心地。

## 歴史
ケルト人のビトゥリゲス族が設けたオッピドゥム（集落）が起源であり、当時はアウァリクム（ラテン語：Avaricum）と呼ばれていた。共和政ローマ時期のガリア戦争ではカエサル率いるローマ軍とウェルキンゲトリクスらガリア軍との戦いの舞台ともなった（アウァリクム包囲戦）。
ブールジュの名前は「ビトゥリゲス族」からとも、ドイツ語で「城」を意味するBurg（フランス語:bourg）からともされる。
ガリア戦争後も引き続き発展し、道路を通じてカエサロドゥヌム（現トゥール）、ケナブム（現オルレアン）、アウグストリトゥム（現リモージュ）などと結ばれていた。3世紀より司教座がおかれ、のちに大司教座へと昇格した。
1415年、アジャンクールの戦いの結果、ブルゴーニュ派にパリを支配されたシャルル7世がこの地に逃れた。以後、アルマニャック派の拠点となる。1438年、ガリカニスムを謳う「ブールジュの国事詔書」がシャルル7世により公布された。
15世紀の貴族ジャック・クールや19世紀印象派の画家ベルト・モリゾはブールジュの出身である。

## 人口統計
| 1962年 | 1968年 | 1975年 | 1982年 | 1990年 | 1999年 | 2006年 | 2011年 |
| ------ | ------ | ------ | ------ | ------ | ------ | ------ | ------ |
| 60 632 | 70 814 | 77 300 | 76 432 | 75 609 | 72 480 | 70 828 | 66 666 |

参照元:1962年から1999年まで人口の2倍カウントなし。自治体人口については以下の日付。1999年までEHESS、2004年以降INSEE

## 観光
1195年から1255年にかけて建設されたゴシック・スタイルのサン＝テチエンヌ大聖堂があり、1992年に「ブールジュ大聖堂」の名で世界遺産に登録されている。

## 大学
- エコール・デ・ボザール

## 関係者
出身者
- ベルト・モリゾ（画家）
- エマニュエル・イモル（サッカー選手）
- ジャック・クール（貴族）
- ジェルミナル・ピエール・ダンドラン（数学者）
- ソフィー・バルジャック（女優）
- ヴァレリー・ボワイエ（政治家）

ゆかりある人物
- ジャン・カルヴァン（神学者、カルヴァン主義） - フランス革命期に廃止になったブールジュ大学で学んでいた。

## 姉妹都市
- - アウクスブルク（ドイツ連邦共和国）
- - アヴェイロ（ポルトガル共和国）
- - フォルリ（イタリア共和国）
- - コシャリン（ポーランド共和国）
- - パレンシア（スペイン）
- - ピーターバラ（イングランド）
- - ヨシュカル・オラ（ロシア）

## ギャラリー

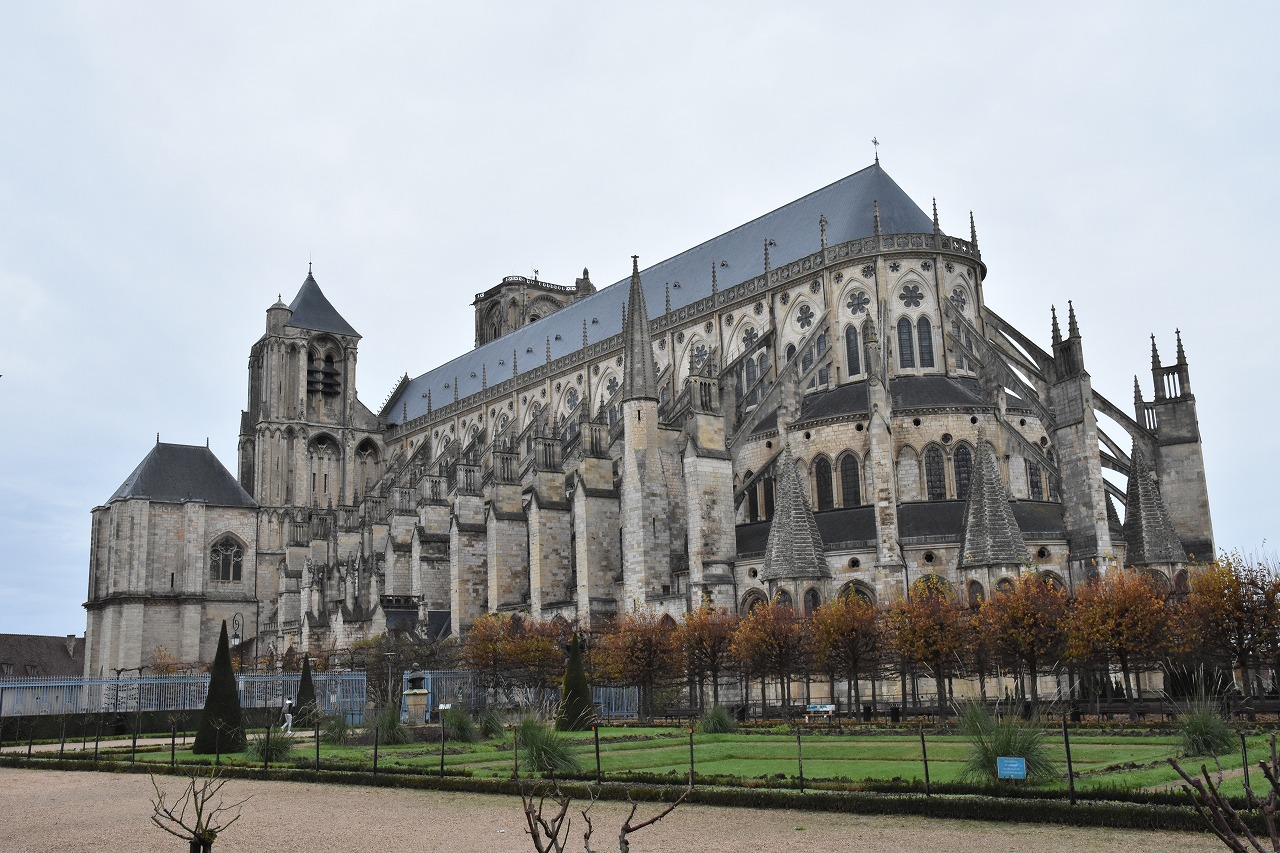
サンテティエンヌ大聖堂。ステンドグラスの美しさで知られる。
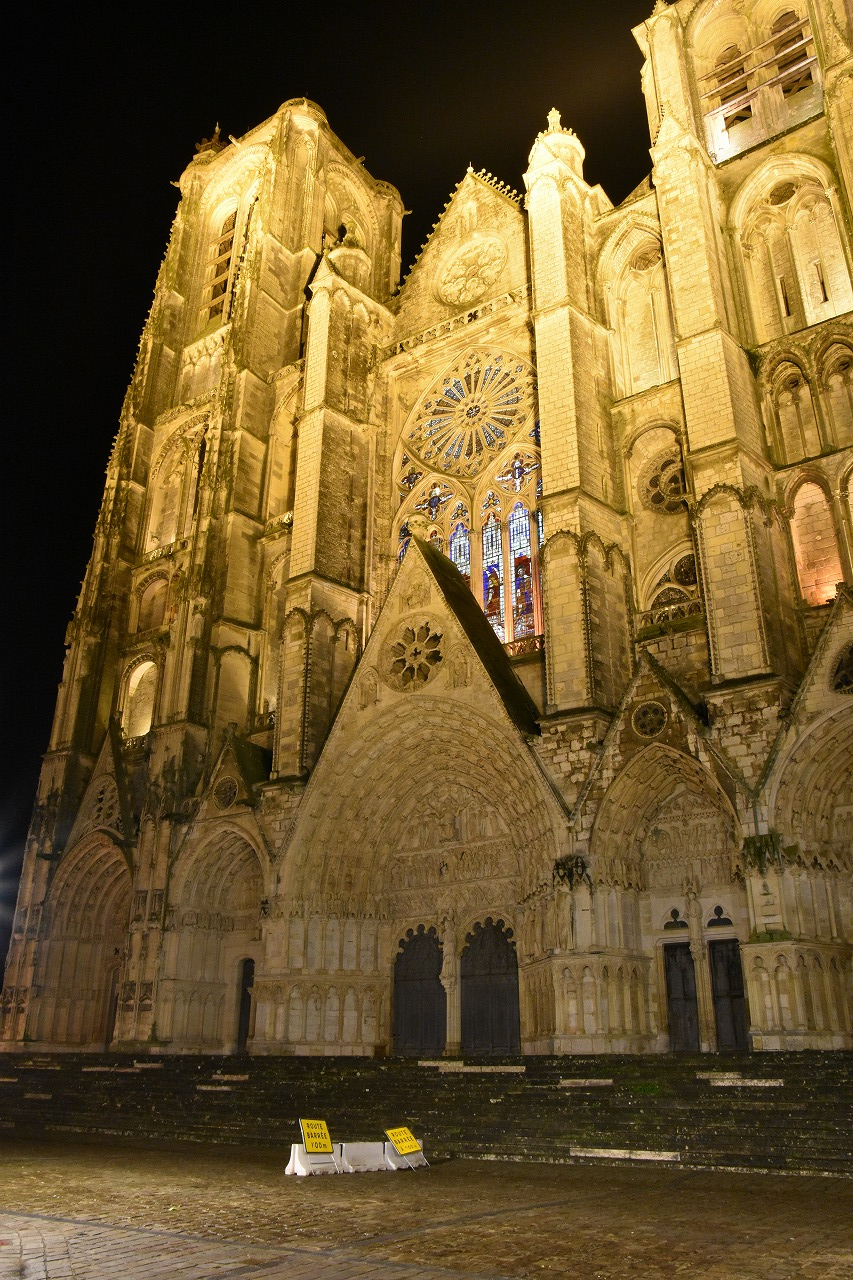
大聖堂の夜景。
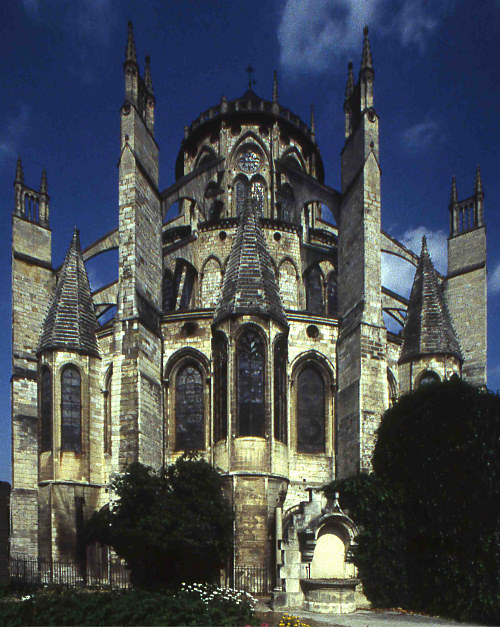
大聖堂